# Hangzhou

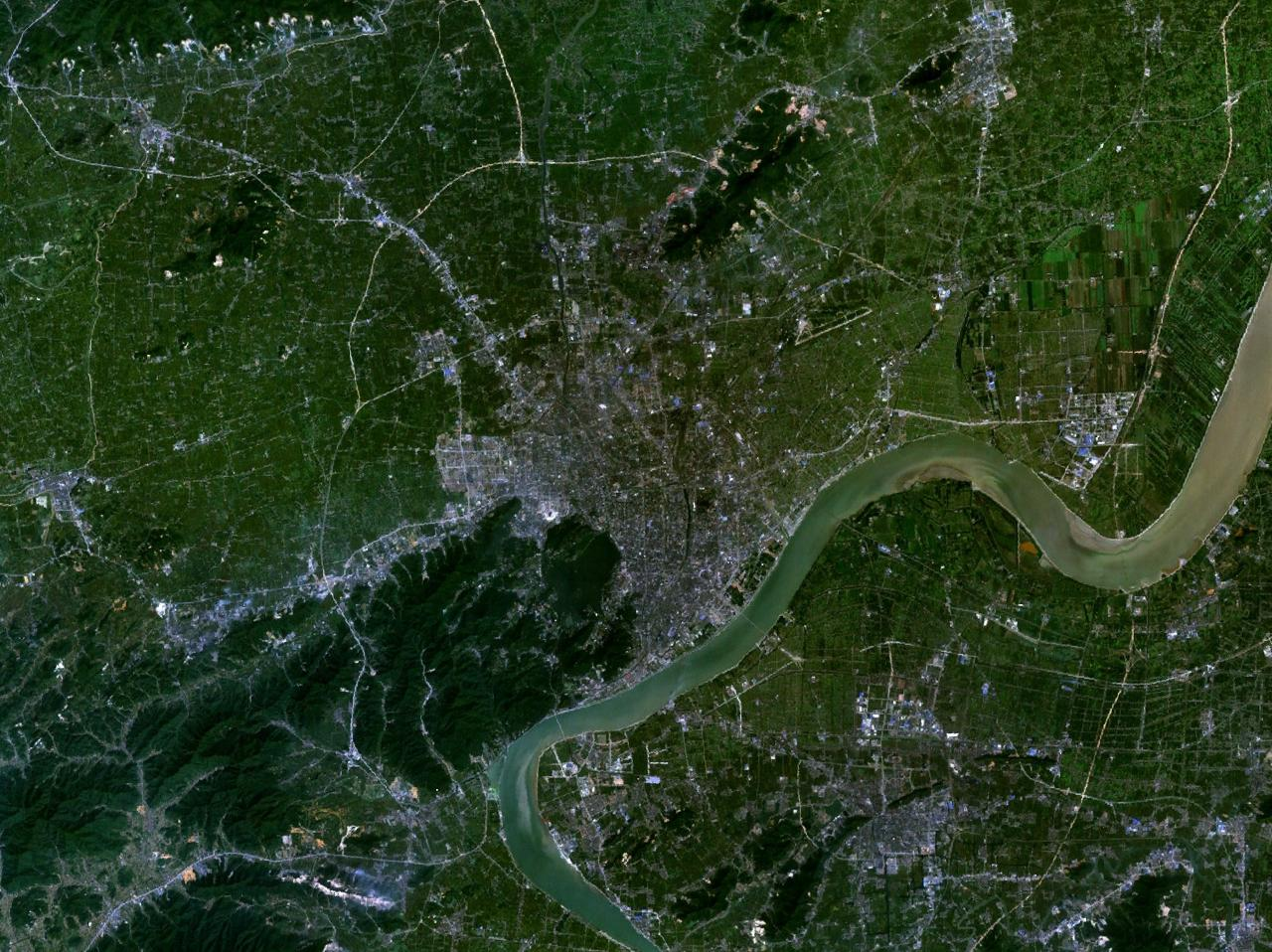
Zdjęcie satelitarne miasta

Hangzhou (chiń. 杭州; pinyin Hángzhōu wymowaⓘ) – miasto we wschodnich Chinach, ośrodek administracyjny prowincji Zhejiang.

## Geografia
Port u ujścia Qiantang Jiang do zatoki Hangzhou (Morze Wschodniochińskie). W Hangzhou znajduje się południowy kraniec Wielkiego Kanału.

## Historia
Miasto zostało założone około 2200 lat temu w czasach dynastii Qin. Było wymieniane jako jedna z siedmiu starożytnych stolic Chin. W średniowieczu było to jedno z największych miast świata. Jako Lin’an (臨安) było stolicą południowej dynastii Song. W XIII wieku miasto odwiedził Marco Polo, który opisał je pod nazwą Kinsaj.

## Współczesność
Ośrodek przemysłu spożywczego (herbata Longjing), włókienniczego, elektronicznego, metalowego i papierniczego.
W Hangzhou znajduje się Uniwersytet Zhejiang oraz siedziba Alibaba Group (branża e-commerce), a także stacja kolejowa, port lotniczy Hangzhou-Xiaoshan oraz metro. Siedziba katolickiej archidiecezji. Zbudowano również wielofunkcyjny Yellow Dragon Stadium.
W 2016 odbył się tutaj szczyt G20, a na 2022 planowane były Igrzyska azjatyckie, które ostatecznie, w związku z COVID-19, odbyły się rok później, w 2023.  

## Zabytki oraz interesujące miejsca
- Jezioro Zachodnie – słynny kompleks krajobrazowo-architektoniczny
- Pagoda Baochu z 968 roku
- Pagoda Liuhe z 970 roku
- Pagoda Leifeng, odbudowana w 2002 roku pagoda z 975 roku, która zawaliła się w 1924 r.
- Trzy Stawy, w Których Odbija się Księżyc (Santan Yinyue), wyspa usypana w epoce Ming
- Wyspa Samotnego Wzgórza (Gushan Dao)
- klasztor Lingyin, jeden z bardziej znanych klasztorów buddyjskich w Chinach
- Góra, Która Przyleciała z Daleka (Feilai Feng), mieści 470[5] buddyjskich rzeźb w kamieniu, wykonanych za czasów dynastii Yuan, a także cztery święte jaskinie
- Muzeum Chińskiej Herbaty
- Zakład Drukowania i Farbowania Jedwabiu (Hang Si Lian)
- osiedle Tianducheng

## Miasta partnerskie
- Kapsztad
- Drezno
- Nicea
- Leeds
- Indianapolis
- Dniepr